# Pedro de Lemos
 Pedro de Lemos  (Ilha Terceira, Açores, Portugal, 12 de Maio de 1858 —?) foi um farmacêutico português, formado pela escola do Porto em 1885, exerceu a sua profissão em Angra do Heroísmo, ilha Terceira.